# Hoy (Équateur)
Pour les articles homonymes, voir Hoy.
Le journal Hoy a été un quotidien matinal publié en Équateur de manière ininterrompue de 1982 à 2014. Son édition principale se trouvait dans la ville de Quito et il était édité simultanément dans cette ville et à Guayaquil. Fondé le 7 juin 1982, il a suspendu son édition imprimée le 29 juin 2014 et le 26 août 2014 la Superintendence des Compagnies a fermé définitivement l'entreprise pour cause de dissolution.

## Histoire
Le quotidien HOY a présenté sa première édition au public équatorien le 7 juin 1982. C'était le premier quotidien national imprimé tout en couleur, avec un design modulaire et élaboré électroniquement. Il a été membre de l'Association Equatorienne d'Éditeurs de Journaux (AEDEP), de la Société Interaméricaine de Presse (SIP), de l'association Journaux Associés Latinoaméricains (PAL) et de WAN.
En mars 1992 une deuxième édition apparaît et le journal sort désormais simultanément à Quito et à Guayaquil, les deux principales villes du pays, et circule dans tout le territoire. Côté tirage, HOY a été le troisième quotidien national en Équateur. HOY aurait été le premier quotidien américain sur internet en Amérique du sud, 1989,. La part de la population équatorienne ayant consulté le quotidien sur internet passant de 0,03% en 1998 à plus de 33% en 2013.
Le 24 novembre 1995 a été lancée la collection des Disques Compacts des « CD´s de HOY » initialement avec le quotidien HOY. Il a été un des pionniers pour rapprocher ses lecteurs de la musique nationale, musique classique, musique populaire, musique tropicale, musique urbaine, musique folkrórica, musique ranchera, musique latine, musique sacra, rock, musique romantique, musique rockolera, musique retro, musique du souvenir, musique de mode et les autres genres musicaux avec le CD toutes les semaines à des prix abordables en sucres. Cela coûtait très peu à cette époque jusqu'à ce que ce journal cessa cette collection en 1999 par suite de la crise économique, bancaire et financière de cette année-là à l'époque du gouvernement de Jamil Mahuad.
Considéré comme un journal d'opposition par le gouvernement en place, il voit les revenus des publicités gouvernementales fortement chuter et en juin 2014, le journal abandonne totalement sa version papier pour essayer de se sauver et ne rester qu'en version digitale. Toutefois, cela ne le sauve pas et la cessation définitive des activités intervient peu après le 26 août 2014 lorsque l'instance la Supertintendencia de Companias prononce la liquidation définitive de Edimpres. et est liée, selon son directeur et actionnaire majoritaire, Jaime Mantilla Anderson, aux “limitations de l'investissement dans les médias comme le demandait la Loi de Communication et l'interdiction de la publicité dans le quotidien HOY de la part du Secrétariat de Communication”. Le gouvernement de Rafael Correa a nié que la fermeture d'HOY ait été influencé par le gouvernement, la Loi de Communication ou la diminution de publicité officielle.

## Rubriques et suppléments
Le quotidien comptait comme rubriques les suivantes : l'Information Générale, Politique, Économie, Communauté, Judiciaires, Culture, Société, Sports, et divertissements. Il publiait aussi des suppléments tels que son hebdomadaire d'investigation Blanco y Negro, sa revue Antiacido, une revue à destination des enfants baptisée Cometa et la revue Si.

## Médias associées
D'autres produits imprimés étaient produits par Edimprés S.A. dont MetroHOY le premier quotidien gratuit du pays qui est diffusé dans les arrêts, quais et gares du Trolleybus de Quito) et MetroQuil (diffusé de la même manière dans le Metrovía de Guayaquil), le tabloide Popular (spécialisé dans les spectacles et sports equatoriens), l'édition internationale en anglais du journal américain Miami Herald et la revue Newsweek en Espagnol.
D'autres médias ont fait partie du groupe, ce sont notamment HOY TV Canal 21 en UHF, HOY La Radio 97.3 FM, Radio Clásica 1110 AM Digital, la Fondation HOY dans l'Éducation, Editores e Impresores (Edimpres), Edisatélite (fondé en 1991), EXPLORED (base digitale d'exploration des anciens articles), Systèmas Guía S.A. Et Publiquil S.A. consacrées au développement de l'information et de la communication.